# Seconde bataille de la mer de Java
Seconde Guerre mondiale
Batailles
Invasion des Indes orientales néerlandaises
- Bornéo (1941-1942)
- Manado
- Tarakan (1942)
- Balikpapan (1942)
- Amboine
- Makassar
- Sumatra
- Badung
- Timor
- Première bataille de la mer de Java
- Détroit de la Sonde
- Java
- Seconde bataille de la mer de Java

La seconde bataille de la mer de Java a été la dernière d'action navale de l'invasion des Indes orientales néerlandaises des années 1941-1942. Elle s'est déroulée le 1er mars 1942, deux jours après la première bataille de la mer de Java. Ce fut la fin de la présence navale alliée dans les indes néerlandaises, laissant la voie libre aux forces japonaises pour conquérir le restant des colonies hollandaises.

## Arrière-plan

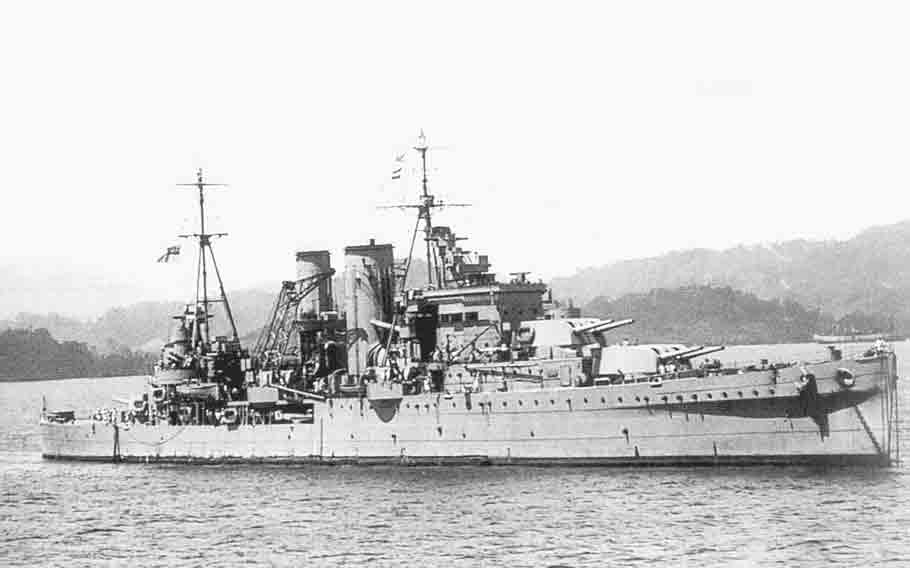
L'HMS Exeter en 1942.

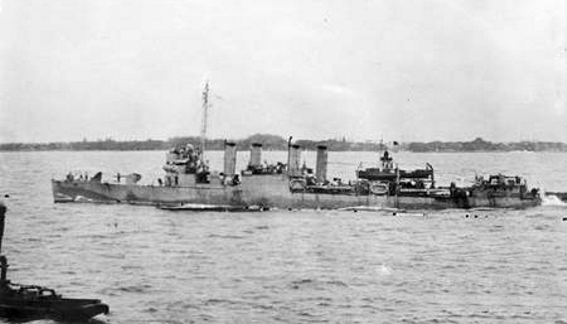
L'USS Pope en février 1942.

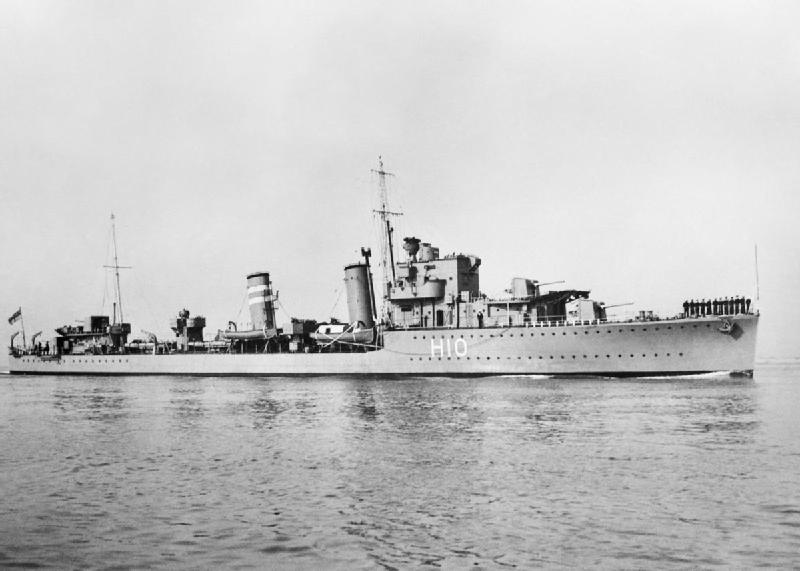
L'HMS Encounter en juillet 1938.

L'American-British-Dutch-Australian Command avaient été vaincus à la bataille de la mer de Java le 27 février 1942 et ses navires avaient été dispersés ou coulé par les japonais.
Le croiseur léger HMAS Perth et le croiseur lourd USS Houston avaient battu en retraite à Tanjong Priok, port de la capitale de Batavia, dans l'ouest de l'île. Ils avaient prévu de se replier à Tjilatjap, dans le sud de l'île, en passant par le détroit de la Sonde. Mais dans la nuit du 28 février, les deux navires seront coulés par les forces japonaises dans la baie de Bantam lors de la bataille du détroit de la Sonde.
Le croiseur lourd HMS Exeter — gravement endommagé lors de la bataille de la mer de Java — s'était retiré à Surabaya, escorté par les destroyers hollandais HNLMS Witte de With. Ils sont rejoints par le HMS Encounter, transportant des survivants du destroyer HNLMS Kortenaer. À Surabaya s'étaient également retirés quatre destroyers américains de la 58e escadre de destroyers ainsi que l'USS Pope, faisant l'objet de réparations.
Le 28 février, à la tombée de la nuit, les USS John D. Edwards, USS John D. Ford, USS Alden et USS Paul Jones de la 58e escadre de destroyers partent pour l'Australie via le détroit de Bali; après une brève rencontre avec un destroyer japonais, ils arrivent sans encombre à Fremantle le 4 mars.
Après des réparations d'urgence, l'Exeter prend la mer au crépuscule du 28 février pour y effectuer des réparations supplémentaires à Ceylan, étant escorté par l'Encounter et le Pope. Le Witte de With, ne pouvant reprendre la mer pour cause de problèmes mécaniques, sera bombardé et coulé à Surabaya le 2 mars.

## La bataille

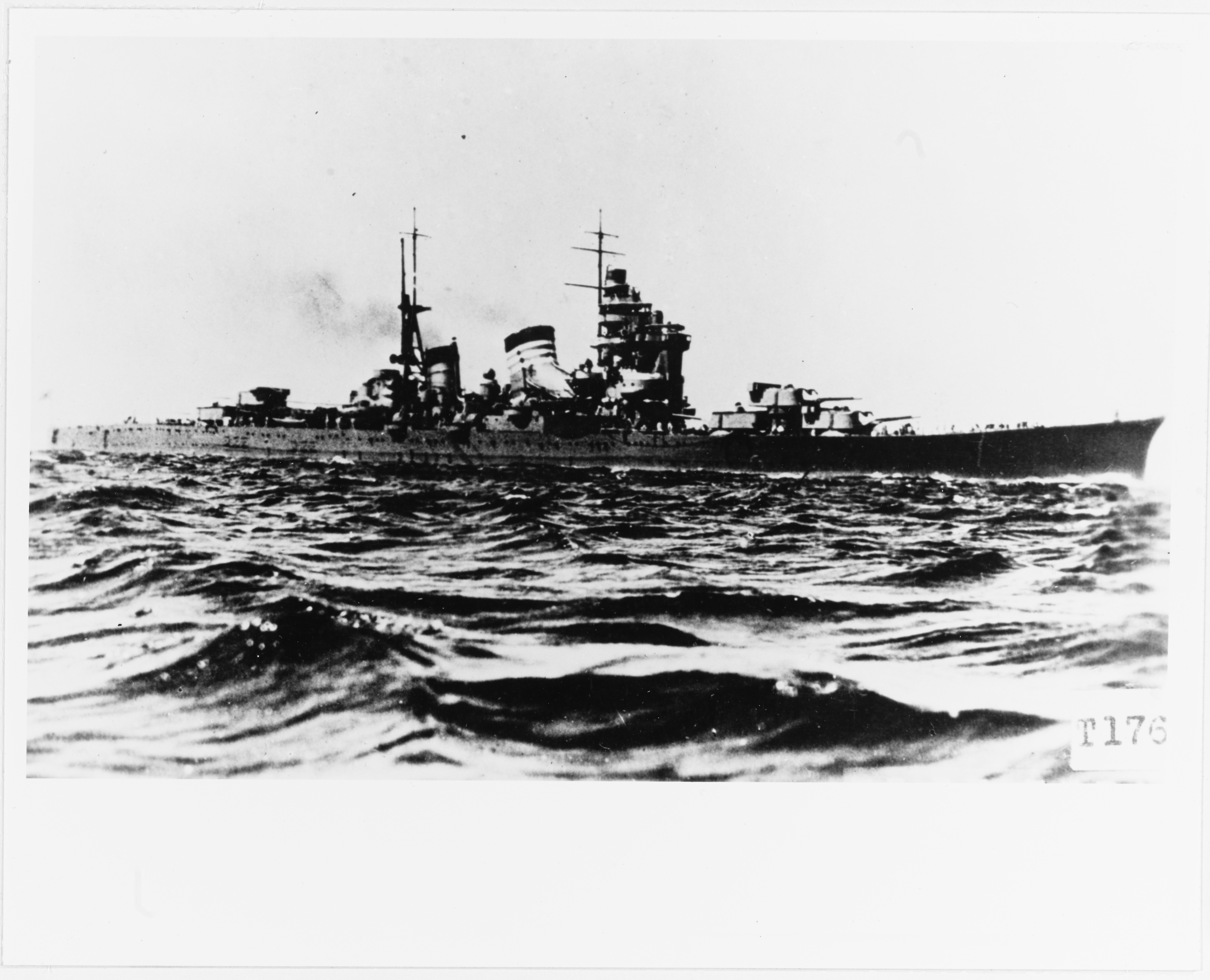
decembre 1931

À 04 h 00 du matin le 1er mars, les navires sont aperçus à l'ouest-nord-ouest de Bawean, faisant route vers l'ouest. Évitant le contact, les trois navires changent de cap en tournant au nord-ouest en naviguant à 23 nœuds.
Plusieurs navires sont observés au sud-ouest vers 07 h 50, obligeant les Alliés à changer de nouveau le cap pour les éviter. Mais à 9 h 35, l’escadre britannique rencontre une escadre japonaise, comprenant les croiseurs lourds Nachi et Haguro, ainsi que trois destroyers commandés par l'amiral Takeo Takagi, rencontrée deux jours auparavant lors de la première bataille de la mer de Java.
Les bâtiments alliés prennent la direction du nord et tentent d’augmenter leur vitesse, mais de nouveaux navires sont repérés venant du nord-ouest. Cette nouvelle escadre nippone est commandée par le contre-amiral Ibo Takahashi et comprend les croiseurs lourds Ashigara et Myoko, ainsi que deux destroyers supplémentaires.
À 10 h 20, les navires japonais arrivent à portée et commencent à tirer. Les destroyers alliés délivrent un nuage de fumée pour protéger l'Exeter. Ils tentent ensuite une attaque à la torpille.
À 11 h 20, l'Exeter est fortement endommagé et sa vitesse tombe à quatre nœuds. Ordre est donné aux deux destroyers de s’échapper. Vingt minutes plus tard, l'Exeter coule à 97 miles au sud de l'île de Bornéo après que le destroyer Inazuma se soit rapproché de lui pour le torpiller. Les croiseurs japonais tournent alors leurs tirs sur le HMS Encounter, qui est rapidement coulé. Le Pope quant à lui parvient à se cacher.
À 12 h 50, des avions du porte-avions léger Ryūjō trouvent l'USS Pope et le coulent l'heure suivante par des attaques de bombardiers en piqué. Dans le même temps, le destroyer HNLMS Evertsen, qui devait accompagner les croiseurs USS Houston et HMAS Perth, est pris à partie par des destroyers japonais dans la baie de Bantam, et est forcé de s’échouer près de Seboekoe Besar. L’équipage s’enfuit dans les terres pour éviter d’être fait prisonnier.
Avec la disparition de ces quatre navires supplémentaires, c’est la fin de la présence navale alliée dans les Indes néerlandaises, laissant la voie libre aux forces japonaises pour conquérir le restant des colonies hollandaises.
Un peu plus de 800 survivants sont faits prisonniers de guerre par les Japonais, 190 d'entre eux mourront en captivité.

## Les épaves
Les épaves du HMS Exeter et du HMS Encounter ont été découverts en février 2007 à plusieurs kilomètres de distance, au nord-ouest de Bawean, à une profondeur d'environ 60 mètres. Les restes de l'épave de l'USS Pope ont été découverts à la fin de 2008, en partie démantelée.
Plusieurs épaves semblent avoir disparu en novembre 2016, vraisemblablement démantelées illégalement par des ferrailleurs. Il s'agit du croiseur britannique HMS Exeter, du destroyer HMS Encounter, une partie du HMS Electra ainsi que le sous-marin USS Perch, celui-ci coulé quelques semaines après la bataille.